# 李一波
李一波（1953年5月19日—），生于北京，祖籍湖南。中国作家，导演。

## 生平
1969年8月去黑龙江生产建设兵团，1972年转到河南尉氏县插队，后被招工到开封市棉织厂当钣金工，1977年对调回北京市政机械公司修理厂当钳工。1978年考入中央戏剧学院戏剧文学系，1982年毕业后，分配到中国艺术研究院话剧研究所工作，编辑、撰写《中国当代剧作家研究》第一、二辑，九十年代移居美国，1997年回国在中央戏剧学院影视中心主持“李一波剧本工作室”。曾为中央电视台特约作家、中国电视剧艺术委员会特约作家，中国戏剧家协会会员，现居住北京。

## 作品
创作的影视作品：《大地冲击波》（1987年）、《三国演义》（1994年）、《清明上河图》（1998年）、《大风堂》（1997年）、《今生情难还》（1999年）、《红顶商人胡雪岩》（2003年）、《危险旅程》（2001年）、《为奴隶的母亲》（2003年）、《兵团岁月》（2011年）等二十余部，至今创作剧本、小说、理论文章五百余万字。
导演长篇电视连续剧《梦想与尊严》（2002年）等。
长篇小说《兵团岁月》作家出版社，2011年

## 获奖
- 《三国演义》编剧

获第十五届“飞天奖”长篇连续剧一等奖，获十三届“金鹰”奖，获九五年“五个一工程”优秀电视连续剧奖，获九四年度CCTV杯特等奖。
- 《为奴隶的母亲》编剧

获第四届电影频道电视电影百合奖一等奖，获第十届上海国际电影节白玉兰奖最佳影片奖，获首届好莱坞国际电视电影节最佳电视电影奖，获第33届美国国际艾美奖。